# Kjúsú Sinkanszen
A Kjúsú Sinkanszen (japánul: 九州新幹線) egy kétvágányú, 25 kV 60 Hz-cel villamosított nagysebességű vasútvonal Japánban, amely ha elkészül, összesen 256 km hosszan fut majd Hakata és Kagosima között. A West Japan Railway Company (JR West) és a JR Kyushu üzemelteti. A keleti szakasza 2004. március 15-én nyílt meg, az északi szakasz átadásának ideje 2011. március 12. lett volna, de az átadóünnepség elmaradt a 2011-es szendai földrengés miatt.